# Laura Dekker
Laura Dekker, née le 20 septembre 1995 à Whangarei en Nouvelle-Zélande, est une jeune navigatrice néerlandaise connue pour être la plus jeune skipper à avoir réalisé un tour du monde à la voile en solitaire et avec escale. Sa navigation, d'est en ouest, débuta à l'île de Saint-Martin ; après avoir passé le canal de Panama, elle continua vers l'Australie, l'Afrique du Sud et l'Amérique centrale. Partie le 20 janvier 2011, elle achève son tour du monde à Saint-Martin le 21 janvier 2012 après 366 jours de voyage.

## Description

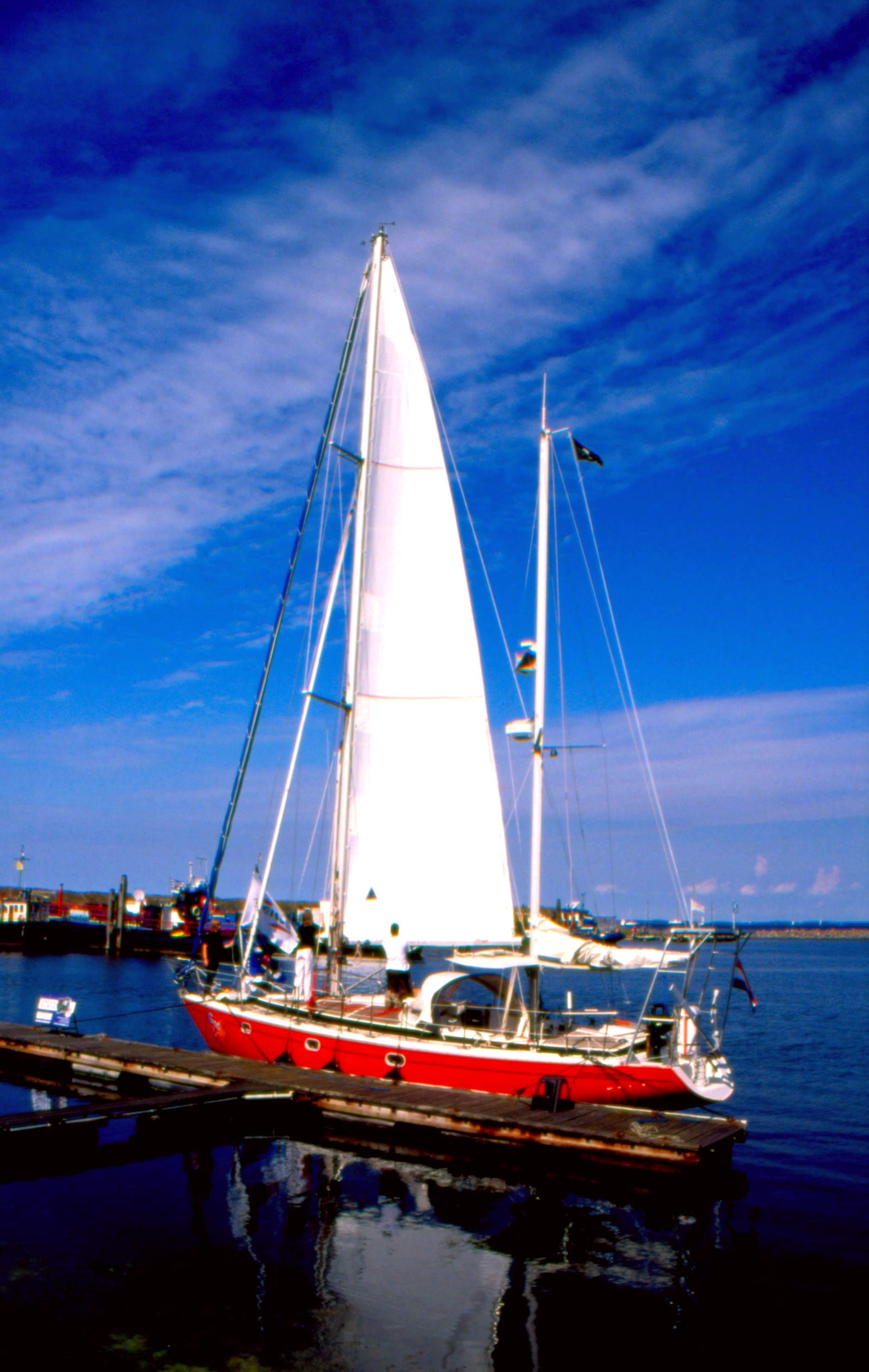
Le ketch Guppy à Den Osse, Pays-Bas, le 3 août 2010.

À la barre de son voilier à deux mâts de 11,50 mètres, le Guppy, un ketch Jeanneau Gin Fizz, elle quitte le port de Den Osse aux Pays-Bas le mercredi 4 août 2010 pour rejoindre Lisbonne au Portugal. Le port de Lisbonne est le point de départ de sa tentative du tour du monde à la voile en solitaire avec escales et assistance en prenant la route de l'ouest.
Son départ, initialement prévu en septembre 2009, a été suspendu par une mesure de justice demandée par les services de la protection de l'enfance ayant considéré que les garanties pour sa sécurité étaient insuffisantes. Le tribunal a rejeté, le 27 juillet, la demande de prolongation de cette mesure de protection.
Sa seconde tentative de départ a lieu le 21 août 2010 de Gibraltar ; elle rejoint Saint Martin d'où elle part le 20 janvier 2011. Au total son périple durera 518 jours (Gibraltar - Saint-Martin - Saint-Martin), mais le tour du monde en solitaire et sans escale, de Saint-Martin à Saint-Martin, prendra une année.

## Record
Si Laura Dekker est bien la plus jeune navigatrice à avoir effectué un tour du monde à la voile, Jessica Watson reste la plus jeune navigatrice à avoir effectué un tour du monde à la voile et sans escale en passant par les trois caps. Ces deux records n'ont pas été officialisés par la Guinness World Records.

## Plan de route
- Gibraltar : le 21 août 2010 ;
- Lanzarote : arrivée le 25 août ;

L'itinéraire suivi par Laura Dekker.

- Grande Canarie : arrivée le 22 septembre ; puis repartie le 10 novembre en raison de la saison des ouragans en Atlantique ;
- Cap-Vert : arrivée le 18 novembre. Départ le 2 décembre pour une traversée de l'océan Atlantique de 2 200 milles ;
- Saint-Martin - Lagon de Simpson Bay : Arrivée le 19 décembre. 10 jours comme membre d'équipage du Stad Amsterdam. Départ officiel le 20 janvier 2011 ;
- Les Saintes ? ;
- La Dominique ? ;
- Panamá. Traversée du canal de Panama le 13 avril ;
- Îles Galápagos ;
- Îles Marquises fin mai ;
- Tahiti début juin ;
- Bora-Bora le 18 juin ;
- Niue vers le 7 juillet ;
- Vanuatu fin juillet ;
- Darwin (Australie) le 25 août ;
- Durban le 12 novembre ;
- Port Elizabeth le 18 novembre ;
- Le Cap le 27 novembre ;
- Saint-Martin. Arrivée officielle le 21 janvier 2012.